# Warkumerwaard
De Warkumerwaard is een vroegere zandplaat in het IJsselmeer bij Workum in de provincie Friesland. Het meest natuurlijke deel ligt aan de buitenrand, de Warkumerbûtenwaard. Het natuurgebied heeft een oppervlakte van 145 hectare, het watervogelreservaat is 732 hectare. Het gebied wordt beheerd door It Fryske Gea en is goed te bekijken vanaf de uitkijkhoogte bij camping It Soal en vanaf het eind van de Slinkewei.

## Van kwelder naar zandplaat
In de tijd van de Zuiderzee werd de kwelder doorsneden door een diepe slenk, de Vlieter. Aan de oostzijde was de bodem kleiachtig (het groene strand), aan de westkant zanderig. Het groene strand was voor het grootste deel begroeid en op het westelijke deel ontstonden zandruggen. Na de aanleg van de Afsluitdijk viel ook de zandrug droog en ontstond het gele strand. Toen tussen 1934 en 1943 een zomerkade werd opgeworpen ontstond een scheiding tussen de buitenwaard en de binnenwaard. Binnendijks werd er land aangemaakt, buitendijks bleef de invloed van het IJsselmeer.
De schelpenbanken zijn zeer in trek bij grutto's. Binnendijks wordt met ringonderzoek gedaan naar wilster, grutto's en kemphanen. Buitensdijks werd in 1995 voor natuurontwikkeling een stenen dam aangelegd die de achtergelegen opgespoten zandbank moet beschermen. Aan het IJsselmeer liggen zeven schelpenbanken met ondiepten ertussen die zo nu en dan droogvallen. Op die banken zitten kolonies meeuwen en visdiefjes. In de broedtijd komen hier veel meeuwen en visdiefjes, buiten de broedtijd zijn het vooral steltlopers als wylpen, grutto's en kemphanen.

## Flora en fauna
De flora bestaat uit hoog opgaande kruiden als echte koekoeksbloem, zeebies en watereppe. Achter de schelpenbanken liggen natte, schrale hooilanden. Op sommige plekken is de invloed van het vroegere zoute water op de begroeiing nog merkbaar. 
Aeltsjemar
· De Alde Feanen
· Bakkeveense Duinen
· Bancopolder
· Bekhofschaans
· Bjirmen
· Blauhúster Puollen
· Bocht fan Molkwar
· Botmar
· Bouwepet
· Buismans Einekoai
· Bûtenfjild
· Van Coehoornbosk
· Delleboersterheide
· Diakonieveen
· Dobbe Stienser Aldlân
· Dobben Hurdegarypsterwarren
· Dunegeaster- en Follegeasterpolder
· Dyksfearten
· Eanjumerkolken
· Easterskar
· Einekoai Piaam
· Einekoaien Lytse Geast
· De Fluezen
· Grikelân en Turkije
· Grutte Wielen
· Heide Hulstreed
· De Hon
· Huitebuersterbûtenpolder
· Joodse begraafplaats Tacozijl
· Joodse begraafplaats Noordwolde
· Kapellepôle
· Ketelermar
· Ketliker Skar
· Kobbelân
· Lendebos
· Lindevallei
· Liphústerheide
· Makkumersúdmar
· Makkumerwaarden
· Mandefjild
· Martenastate
· Meulebos
· Meulereed
· Mokkebank
· Mûntsebuorsterpolder
· Noard-Fryslân Bûtendyks
· 't Oerd
· Ottema Wiersma reservaat
· Park Huize Olterterp
· Park Jongemastate
· Peazemerlannen
· Petgatten De Feanhoop
· Polders Koarnwert
· Ringwiel
· Rysterbosk
· De Ryp
· Schaopedobbe
· Séfonsterpolder
· Sippen-finnen
· Skiedingsboskje
· Slachtedyk
· Steile Bank
· Stokersdobbe
· Sudermarpolder
· Syp Set
· Taconisbosk
· Tsjongerwâlen
· Teroelster Sipen
· Unlân fan Jelsma
· Van Asperen einekoaien
· Warkumermar
· Warkumerwaard
· 't West
· Wilhelmina-oard
· Ychtenerfeanpolder